# Наперстянка
Напе́рстя́нка, или Дигита́лис (лат. Digitális) — род травянистых растений, входящий в семейство Подорожниковые (Plantaginaceae). Ранее, в системе классификации Кронквиста, растение относили к семейству Норичниковые (Scrophulariaceae). Сердечный гликозид дигоксин, выделенный из наперстянки, долгое время оставался единственным и незаменимым препаратом для лечения хронической сердечной недостаточности; в то же время при передозировке он является опасным ядом.
В состав рода включается 35 видов наперстянок, распространённых, главным образом, в Средиземноморье.

## Название
Научное название рода произошло от лат. digitus — «палец» или «напёрсток», по форме венчика. Русское название имеет то же происхождение.

## Ботаническое описание

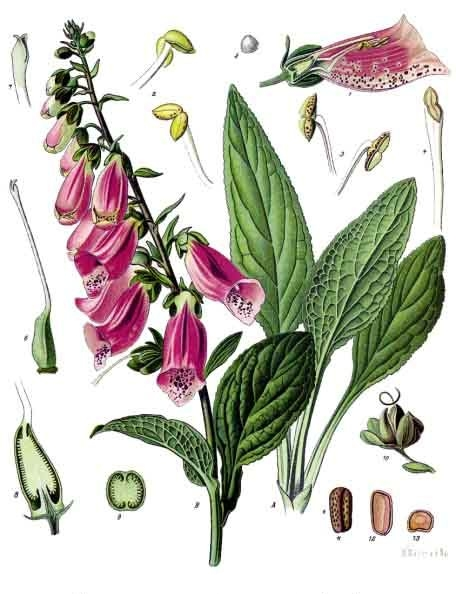
Digitalis purpurea.

Многолетние и двулетние травы, в Западном Средиземноморье —
полукустарники и кустарники.
Стебель большей частью высокий, прямой или приподнимающийся, простой, иногда в верхней части ветвящийся от 30 до 150 см высотой.
Листья очередные, цельные, продолговатояйцевидные или ланцетные, реже линейноланцетные или линейные, цельнокрайные или зубчатые, острые, снизу покрытые простыми и железистыми волосками. Прикорневые листья черешчатые, стеблевые — большей частью сидячие, полустеблеобъемлющие и стеблеобъемлющие.
Цветки собраны в верхушечную одностороннюю или многостороннюю кисть; прицветники листовидные, реже чешуевидные; цветоножки прямые или извилистые (от 1 до 15 мм длиной) железистоопушенные. Чашечка колокольчатая, почти до основания пятираздельная, при плодах остающаяся, короче трубки венчика или равная ей, причём верхние (задние) доли чашечки несколько короче нижних (передних), яйцевидные или ланцетные, большей частью покрытые волосками или ресничками, иногда по краю плёнчатые.
Венчик коротко- или длинноколокольчатый трубчатый или вздутый, по краю двугубыйː верхняя (задняя) губа большей частью короче нижней, короткодвулопастная, нижняя (передняя) губа трёхлопастная, причём средняя лопасть длиннее двух боковых. Тычинок, прикреплённых в нижней части венчика, — четыре, из них две супротивные нижней губе, длиннее двух остальных. Пыльники двугнёздные, гнёзда их расходящиеся, сливающиеся основаниями; пыльцевые зёрна округлые или треугольноокруглые, 8—25 μ (с полюса), трёхбороздные, экзина зернистая или сетчатая. Пестик с длинным столбиком и коротким двулопастным рыльцем; завязь верхняя, двугнёздная.
Плод — коробочка яйцевидная или продолговатояйцевидная, двугнёздная, растрескивающаяся по перегородке. Семена, многочисленные, мелкие, около 1 мм длиной, жёлтые или коричневые, цилиндрические или четырёхграннопризматические; на одной стороне их проходит более или менее глубокая бороздка; поверхность семян покрыта округлыми ячейками с тонкоплёнчатыми стенками.

## Распространение и экология
Природный ареал охватывает Европу, Западную Азию и Северную Африку с центром в Средиземноморье. В бывшем СССР произрастает 6 видов, из них 4 только на Кавказе, а 2 также в Европейской части и Западной Сибири.
Встречаются большей частью по лиственным и смешанным лесам, опушкам, полянам, кустарникам, лугам.

### Консортивныесвязи

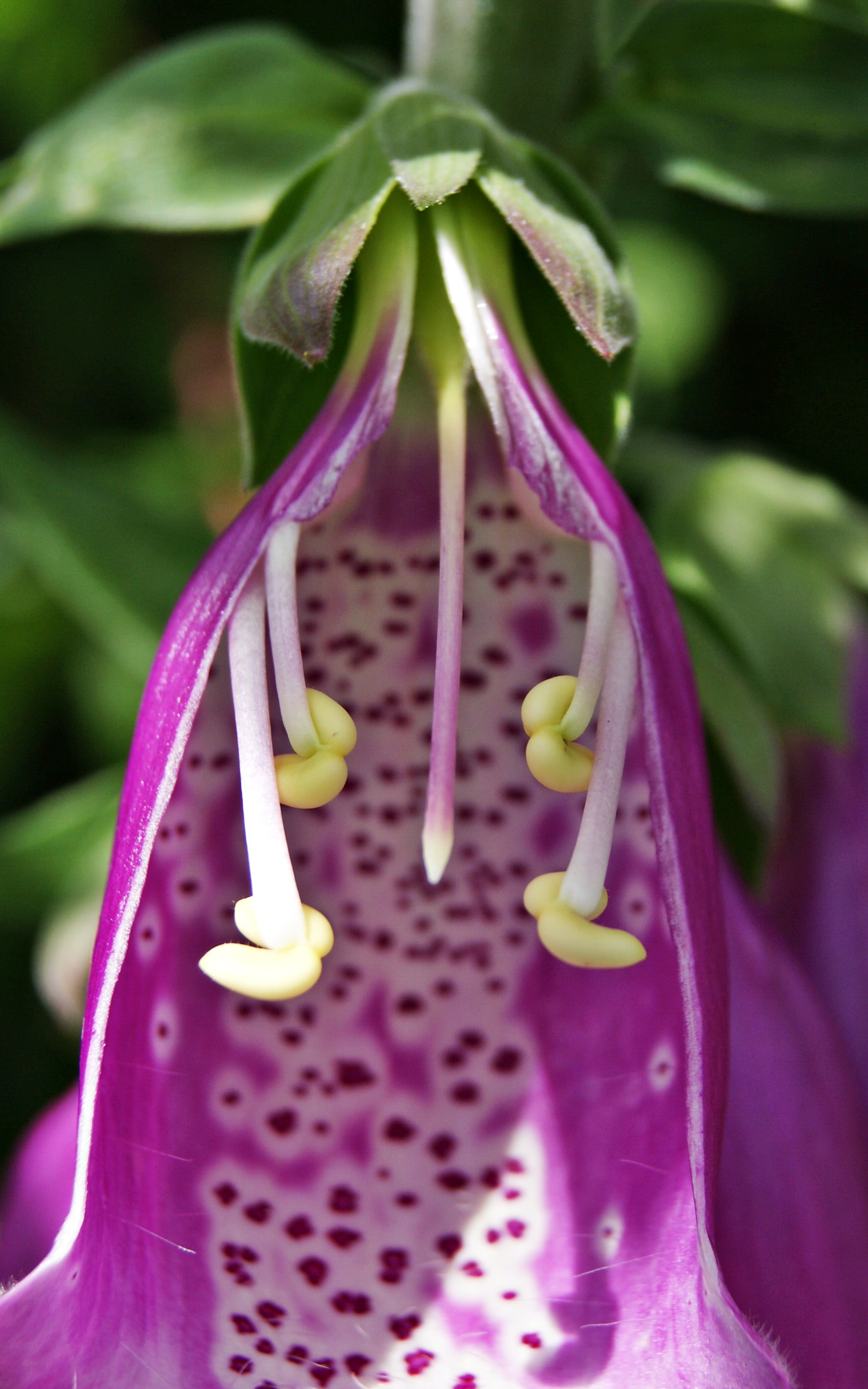
Цветок наперстянки пурпурной в разрезе

Наперстянка является кормовым растением для бабочек: шашечниц Euphydryas aurinia, Euphydryas aurinia beckeri, Euphydryas maturna, Mellicta aurelia и совки Polymixis flavicincta.
Цветки наперстянки служат убежищем для насекомых в холодные ночи, так как температура ночью внутри цветка значительно выше, чем температура окружающего воздуха. Покидая своё убежище, насекомые переносят пыльцу и оставляют на других цветках, способствуя тем самым опылению растений. Цветки наперстянки устроены так, что посещающие их из-за мёда шмели неизбежно вымазывают в пыльце спину, соприкасаясь ею с двумя парами нависающих под самой крышей верхней губы пыльников.

## Охранный статус
Наперстянка шерстистая (Digitalis lanata) внесена в Красную книгу Молдовы, Наперстянка крупноцветковая (Digitalis grandiflora) — в Красную книгу Алтайского края, Курганской, Курской, Новосибирской, Свердловской, Смоленской, Тверской, Тюменской областей, Латвийской республики, республики Татарстан, Удмуртской Республики.

## Хозяйственное значение и использование

### В садоводстве
Некоторые виды наперстянки декоративны. Наперстянка крупноцветковая (Digitalis grandiflora) в культуре с 1561 года, Наперстянка ржавая (Digitalis ferruginea) — с 1597 года, а Наперстянка пурпурная (Digitalis purpurea) — с глубокой древности. В СССР Наперстянку красную культивировали в Краснодарском крае, Западной Сибири, Наперстянку шерстистую — на Северном Кавказе и Украине.

### В медицине
Некоторые виды наперстянки — ценное лекарственное растение: Наперстянка пурпурная, или красная (Digitalis purpurea); Наперстянка крупноцветковая (Digitalis grandiflora), встречающаяся в Европейской части, на Кавказе и юге Западной Сибири; Наперстянка шерстистая (Digitalis lanata), растущая в Закарпатской и Одесской области; а также кавказские виды (Наперстянка ржавая (Digitalis ferruginea), Наперстянка Шишкина и Наперстянка реснитчатая (Digitalis ciliata)).
Содержащиеся в листьях гликозиды регулируют сердечную деятельность, усиливают мочеотделение и уменьшают отёки. Любое самостоятельное использование растения строжайше запрещено. Все виды наперстянки — ядовитые растения, содержат сложные гликозиды (главным образом, в листьях), оказывающие сильное действие на сердце.
История применения

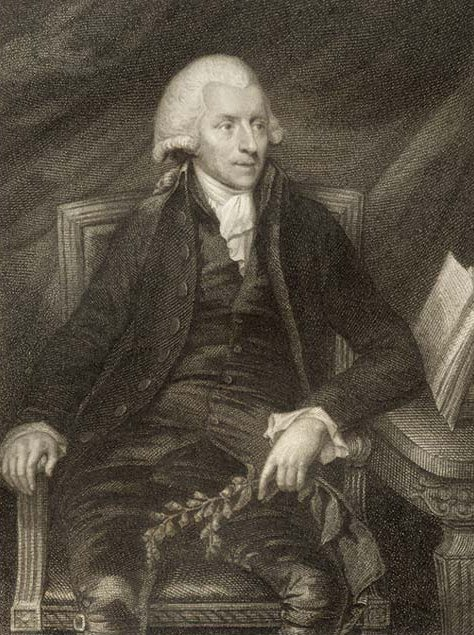
Доктор Уильям Уизеринг изображен с побегом наперстянки в руке

По указаниям некоторых источников наперстянка фигурирует в ряду лекарственных растений не менее 4000 лет. Но более достоверные сведения датируются Vв н. э. Её применяли при лечении водянки в Англии и Германии в XI в. Первое описание наперстянки встречается в травнике 1543г врача Леонарта Фукса (Германия), который и дал ей название. После Фукса наперстянка упоминается уже во всех травниках XVI—XVIIвв.
В 1650г наперстянка пурпурная была включена в английскую фармакопею, но из-за частых случаев отравления ею она была в 1746 г. исключена из практики. В 1775г английский врач Уильям Уизеринг открыл, что наперстянка — сердечное средство, потратив на его реабилитацию более 10 лет. Уизеринг, воспользовавшись фамильным рецептом сердечного лекарства из 20 трав, которые будто бы применяла знахарка графства Шропшир, решил проверить их действие. Результатом этого эксперимента было открытие гликозида дигиталиса, который являлся основным компонентом этого лекарства. Он сообщил об этом в 1776г, а в 1785г изложил результаты своих наблюдений в книге и в докладе Королевскому Обществу.

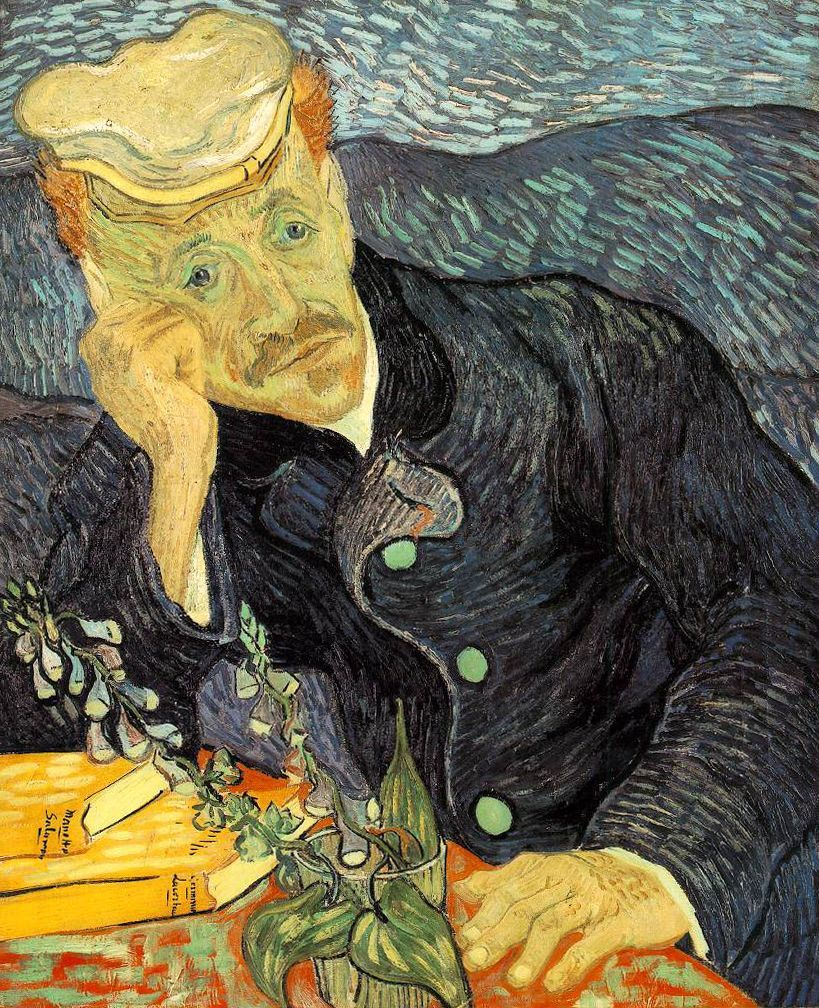
«Портрет доктора Гаше» кисти Ван Гога. Врач изображен с побегом наперстянки

Новое лекарство было оценено Боткиным «как самое драгоценное, которым когда-либо обладала терапия». Наперстянка была включена ещё в первое издание Российской фармакопеи в 1866 г. Тем не менее, поскольку невозможно было соблюдать точную дозировку, пользоваться наперстянкой в качестве лекарства продолжали с крайней осторожностью.
С. П. Боткин писал: «Почему существовало и существует такое разногласие при показаниях к употреблению наперстянки? С одной стороны, разница в индивидуальной восприимчивости отдельных субъектов при различных видах патологического состояния; с другой — совершенно противоположный эффект на силу сердца при различных видах замедления и учащения его сокращений под влиянием различной величины дозы этого средства составляли и составляют причину разноречия врачей при назначении одного из самых драгоценных средств, коими обладает терапия»
Любопытно, что английский врач Р. Юз показал, что «под влиянием дигиталиса видимая окраска предметов изменяется — они кажутся синими, желтыми или зелеными, все лица предстают смертельно бледными», и из этого исследовательница Д. Т. Попова упоминает об интересном выводе, известном и западным ученым: «В последние годы жизни Ван Гог явно предпочитал желто-зеленый колорит в своих работах. Несколько портретов его лечащего врача написаны в этих же тонах. В углу многих полотен — жёлтый цветок наперстянки. А ведь у наперстянки, которую тогда использовали, цветы тёмно-красные. Причина изображения растения крылась в том, что оно было постоянным лекарством художника в последние 2 года его жизни. Так что вполне естественно заподозрить: колорит картин Ван Гога тех лет — следствие побочного эффекта дигиталиса. Если бы лечащий врач художника знал об этом и снизил дозу, то к его пациенту вернулось бы нормальное зрение».
«В начале XIXв ученые пытались выделить из листьев наперстянки пурпуровой содержащиеся в них действующие вещества в чистом виде. Так были открыты сердечные гликозиды — гитоксин и дигитоксин, а из наперстянки шерстистой — лантозиды А, В и С». В настоящее время наперстянка и выделенный из неё гликозид дигиталис продолжают применяться в лечении сердечнососудистых заболеваний, но врачи строго рекомендуют не пытаться пользоваться ими без надзора медиков.
Отравление наперстянкой
Дигиталин и дигитоксин (гликозиды наперстянки) представляют собой сильнейший сердечнососудистый яд, обладающий, кроме того, местным раздражающим действием. Симптомы отравления: сердечный приступ (в тяжёлых случаях — остановка сердца), тошнота, рвота, боль в животе, диарея, головная боль, медленный нерегулярный пульс (падение пульса), одышка, головокружение, цианоз, иногда также дрожь, конвульсии, делирий и галлюцинации. Минимальная смертельная доза наперстянки — 2,25г.
Яд впервые был выделен химиком Леройе в начале XIX в. Он назвал его дигиталином и ошибочно принял за алкалоид.
Причина смерти Кан Гранде I делла Скала, который был правителем Вероны в 1311—1329 гг. и покровителем Данте Алигьери, была определена при анализе его мумифицированного тела. В желудке, печени и кишечнике были обнаружены следы яда наперстянки
В 1863г доктору медицины Поммере инкриминировалось отравление наперстянкой тёщи Серафимы Дебюзи и бывшей любовницы Юлии Пов. В первом он был оправдан, а во втором осуждён. В начале XX в пятидесятичетырёхлетняя вдова из Брюсселя Мари Александрин Беккер отравила наперстянкой 11 человек, что было открыто в 1934 г.
Лечение при отравлении
Приём большого количества воды, затем вызвать рвоту либо с помощью шланга либо с помощью рук, для очистки желудка. Приём большого количества активированного угля для связывания ядовитых веществ, немедленное обращение к врачу..

## Фольклор
Красивые цветки наперстянки похожи на напёрсток или шапочку. В Германии существовало поверье, что они служат шапочками для эльфов, во Франции растение называли «перчаткой Девы Марии», в Ирландии — «ведьминым напёрстком».
Немецкая легенда рассказывала о происхождении наперстянки из напёрстков, отнятых злой мачехой у сиротки, которой они достались от матери. Мачеха тайком зарыла их в саду, и следующей весной на этом месте выросли невиданные дотоле цветы, в которых сиротка узнала напёрстки своей матери. Но как напоминание о том, что они выросли из чувства ненависти, злой гений влил в них страшный яд.

## Классификация

### Таксономия
- Digitalis Tourn. ex L., 1753, Sp. Pl. : 621

Род Наперстянка включается в семейство Подорожниковые (Plantaginaceae) порядка Ясноткоцветные (Lamiales), последовательно входящее в более крупные клады Ламииды → Астериды → Суперастериды → Эвдикоты → Цветковые растения. Таксономическая схема в соответствии с Системой APG IV по состоянию на июнь 2024 года:
|  |                          |  |                                   |                                   |                          |  | еще 23 семейства |               |                 |                                                             |
|  |                          |  |                                   |                                   |                          |  |                  |               |                 | 35 подтвержденных видов и 18 видов, ожидающих подтверждения |
|  |                          |  |                                   | порядок Ясноткоцветные            |                          |  |                  |               | род Наперстянка |                                                             |
|  |                          |  |                                   | порядок Ясноткоцветные            |                          |  |                  |               | род Наперстянка |                                                             |
|  | клада Цветковые растения |  |                                   |                                   | семейство Подорожниковые |  |                  |               |                 |                                                             |
|  | клада Цветковые растения |  |                                   |                                   |                          |  |                  |               |                 |                                                             |
|  |                          |  | ещё 63 порядка цветковых растений | ещё 63 порядка цветковых растений |                          |  |                  | еще 106 родов | еще 106 родов   |                                                             |
|  |                          |  |                                   | ещё 63 порядка цветковых растений |                          |  |                  |               | еще 106 родов   |                                                             |

### Виды
- Digitalis atlantica Pomel
- Digitalis canariensis L.
- Digitalis cariensis Boiss. ex Jaub. & Spach
- Digitalis cedretorum (Emb.) Maire
- Digitalis chalcantha (Svent. & O'Shan.) Albach, Bräuchler & Heubl
- Digitalis ciliata Trautv. — Наперстянка реснитчатая
- Digitalis davisiana Heywood
- Digitalis ferruginea L. — Наперстянка ржавая — Южное и Восточное Закавказье, Средиземноморье, Турция
- Digitalis fucata Ehrh.
- Digitalis fulva Lindl.
- Digitalis fuscescens Waldst. & Kit.
- Digitalis grandiflora Mill. — Наперстянка крупноцветковая [syn.  Digitalis ambigua Murray] — европейская часть России, Юго-Западная Сибирь, Западная Европа, Средиземноморье
- Digitalis ikarica (P.H.Davis) Strid
- Digitalis isabelliana (Webb) Linding.
- Digitalis laevigata Waldst. & Kit. — Наперстянка гладкая
- Digitalis lamarckii Ivanina
- Digitalis lanata Ehrh. — Наперстянка шерстистая — Венгрия и Южная Европа, Молдавия, Западная Украина
- Digitalis lutea L. — Наперстянка жёлтая — юго-запад и центр Европы[15]
- Digitalis mariana Boiss.
- Digitalis media Roth
- Digitalis minor L.
- Digitalis nervosa Steud. & Hochst. ex Benth. — Наперстянка жилковатая — Северный Иран, Армения и Азербайджан
- Digitalis obscura L.
- Digitalis parviflora Jacq. — Наперстянка мелкоцветковая
- Digitalis purpurea L. typus — Наперстянка пурпурная — Западная, Центральная и Южная Европа, Марокко
- Digitalis sceptrum L.f.
- Digitalis subalpina Braun-Blanq.
- Digitalis thapsi L. — Наперстянка коровяковая
- Digitalis transiens Maire
- Digitalis velenovskyana Soó
- Digitalis viridiflora Lindl. — Наперстянка зеленоцветковая
- Digitalis × coutinhoi Samp.
- Digitalis × macedonica Heywood
- Digitalis × pelia Zerbst & Bocquet
- Digitalis × sibirica Lindl.

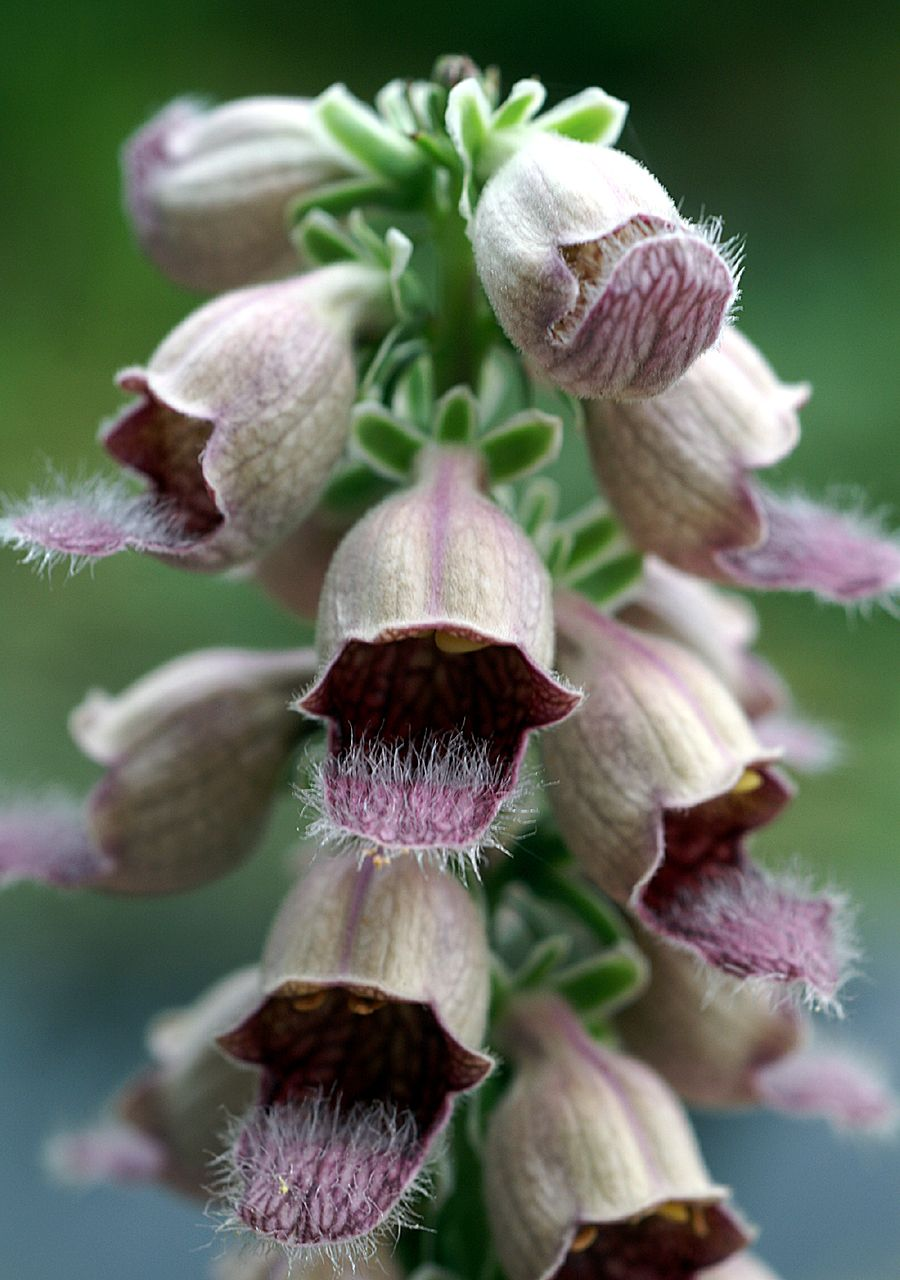
Digitalis ferruginea
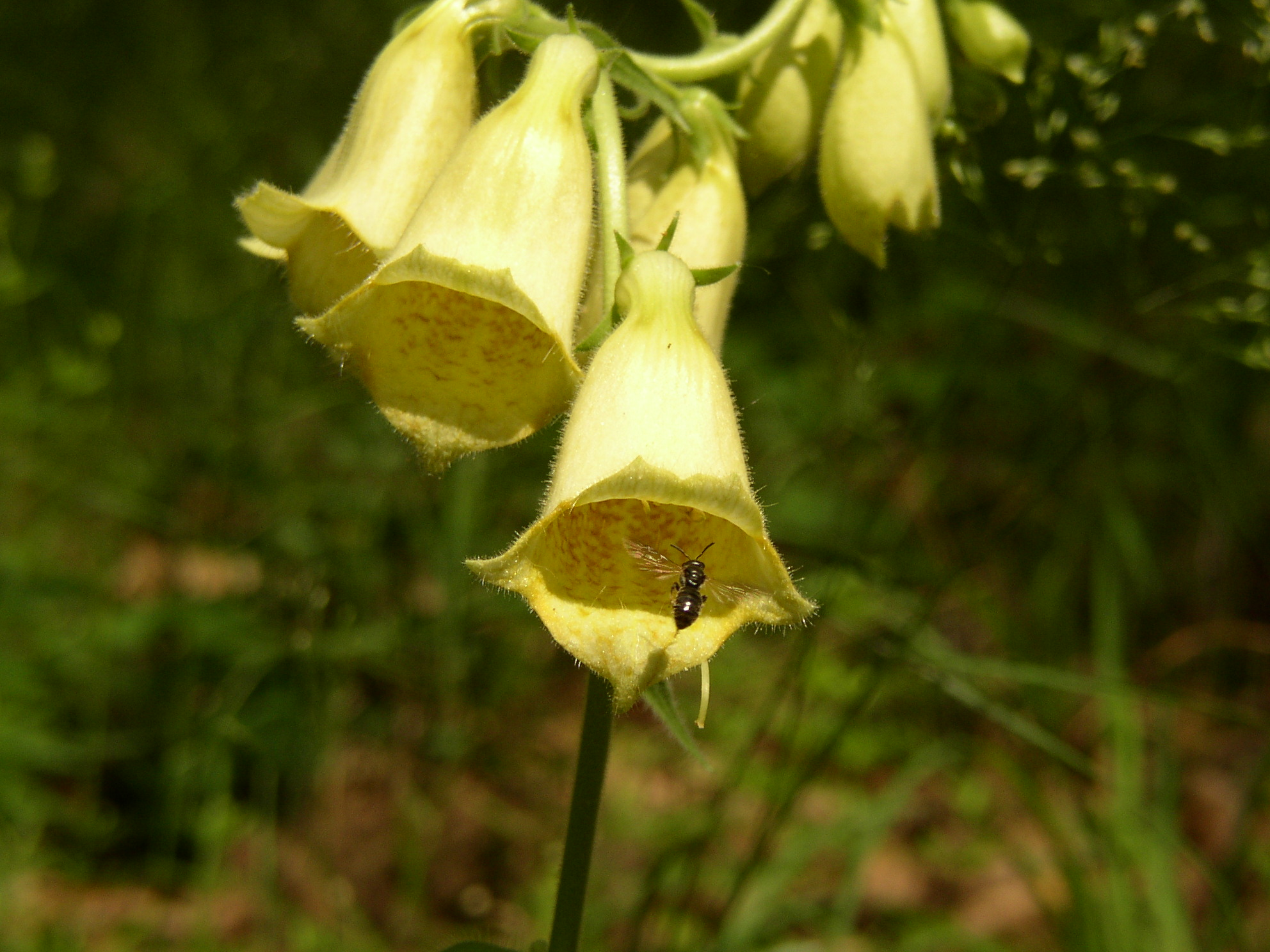
Digitalis grandiflora
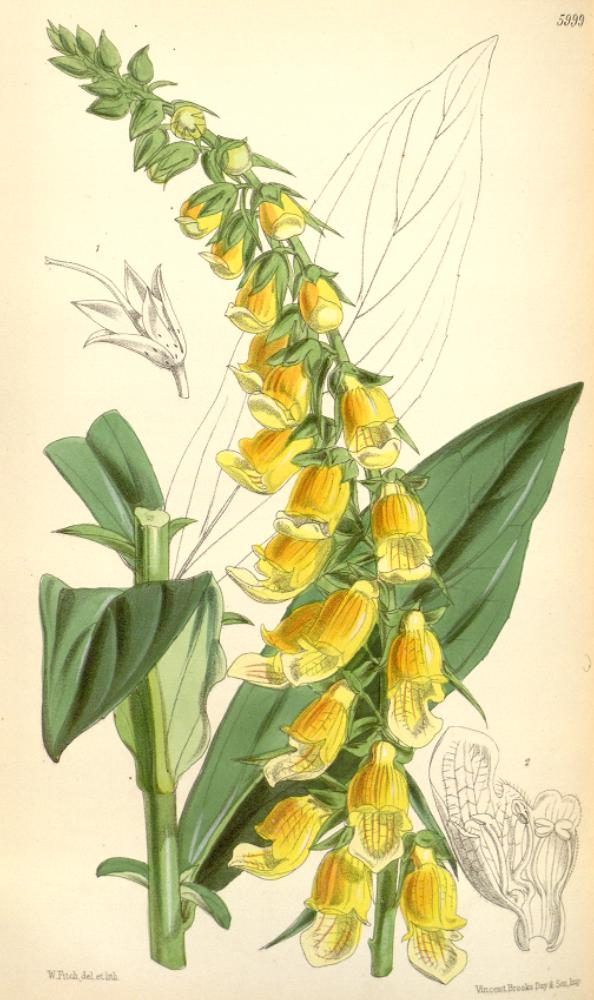
Digitalis laevigata
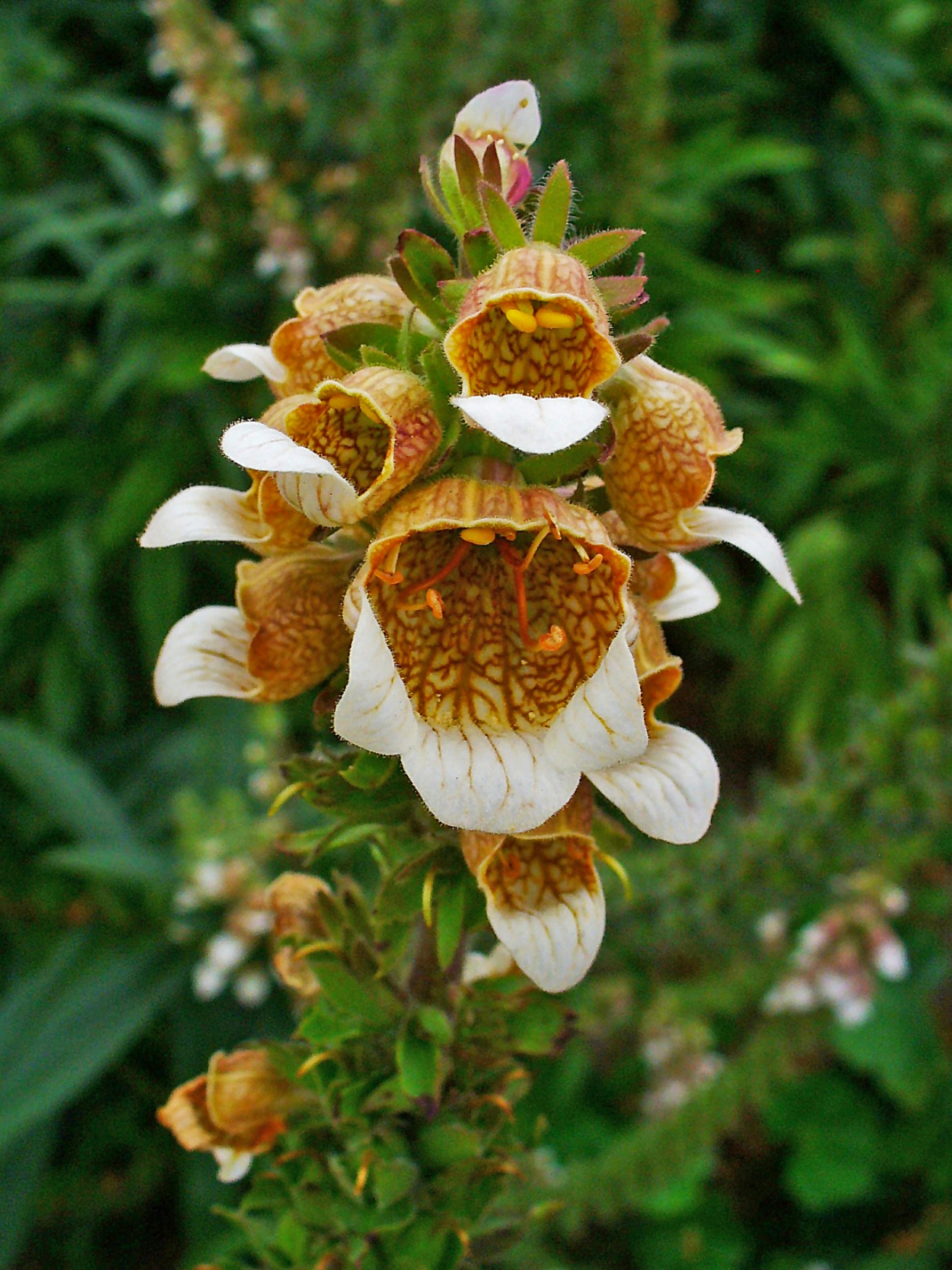
Digitalis lanata
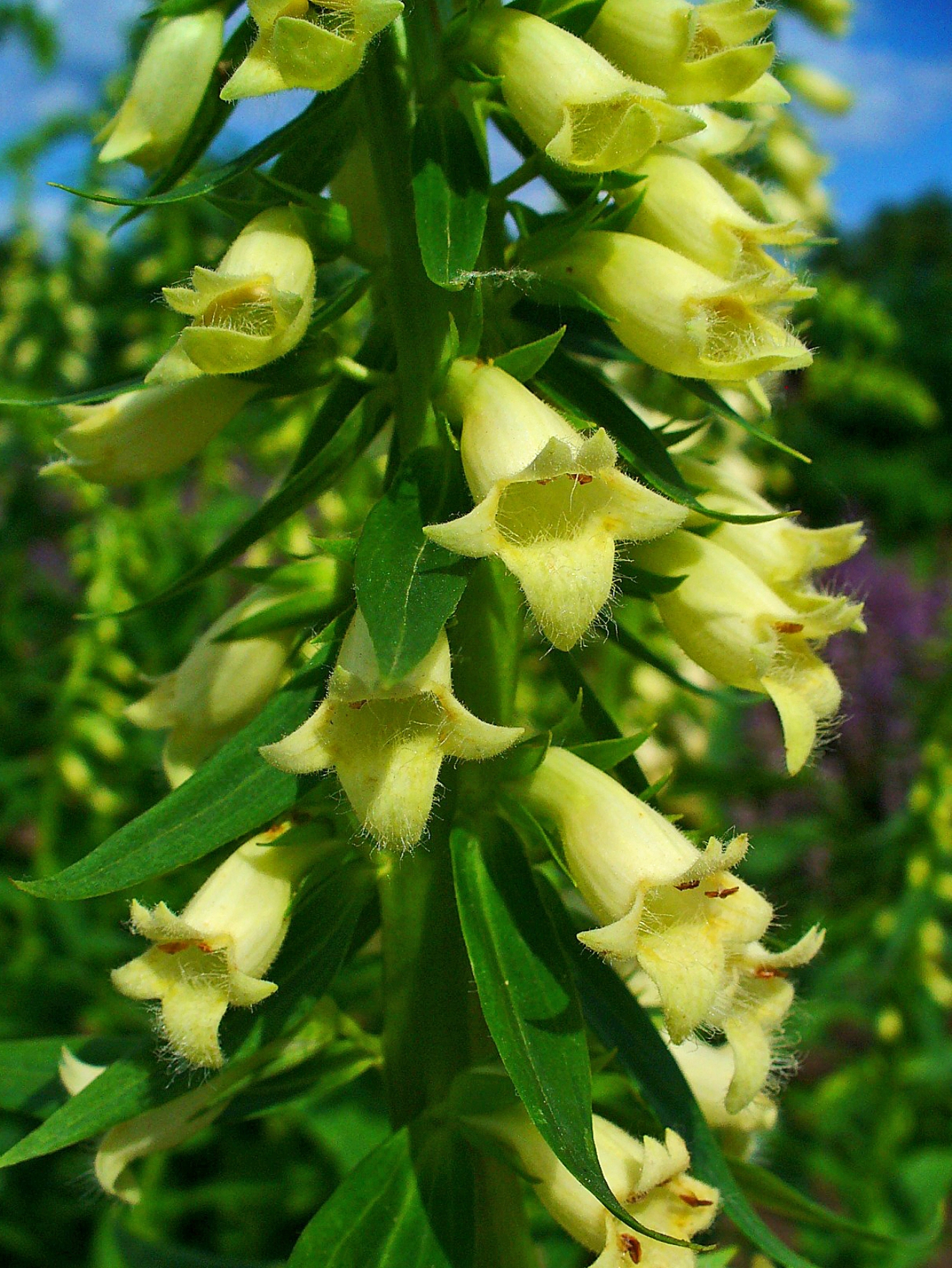
Digitalis lutea
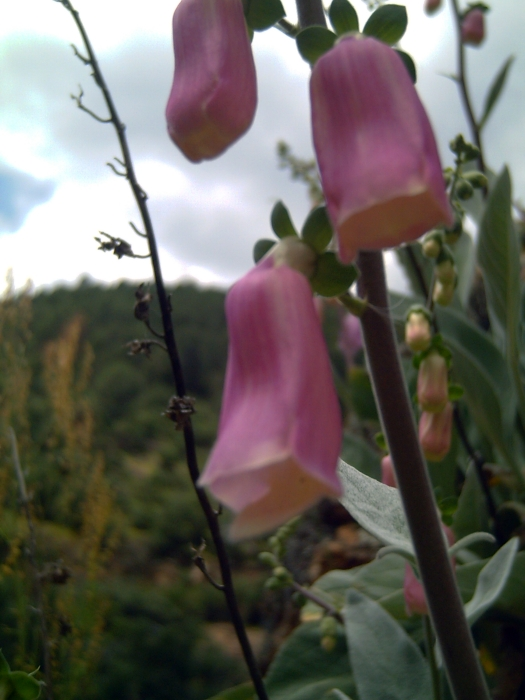
Digitalis mariana
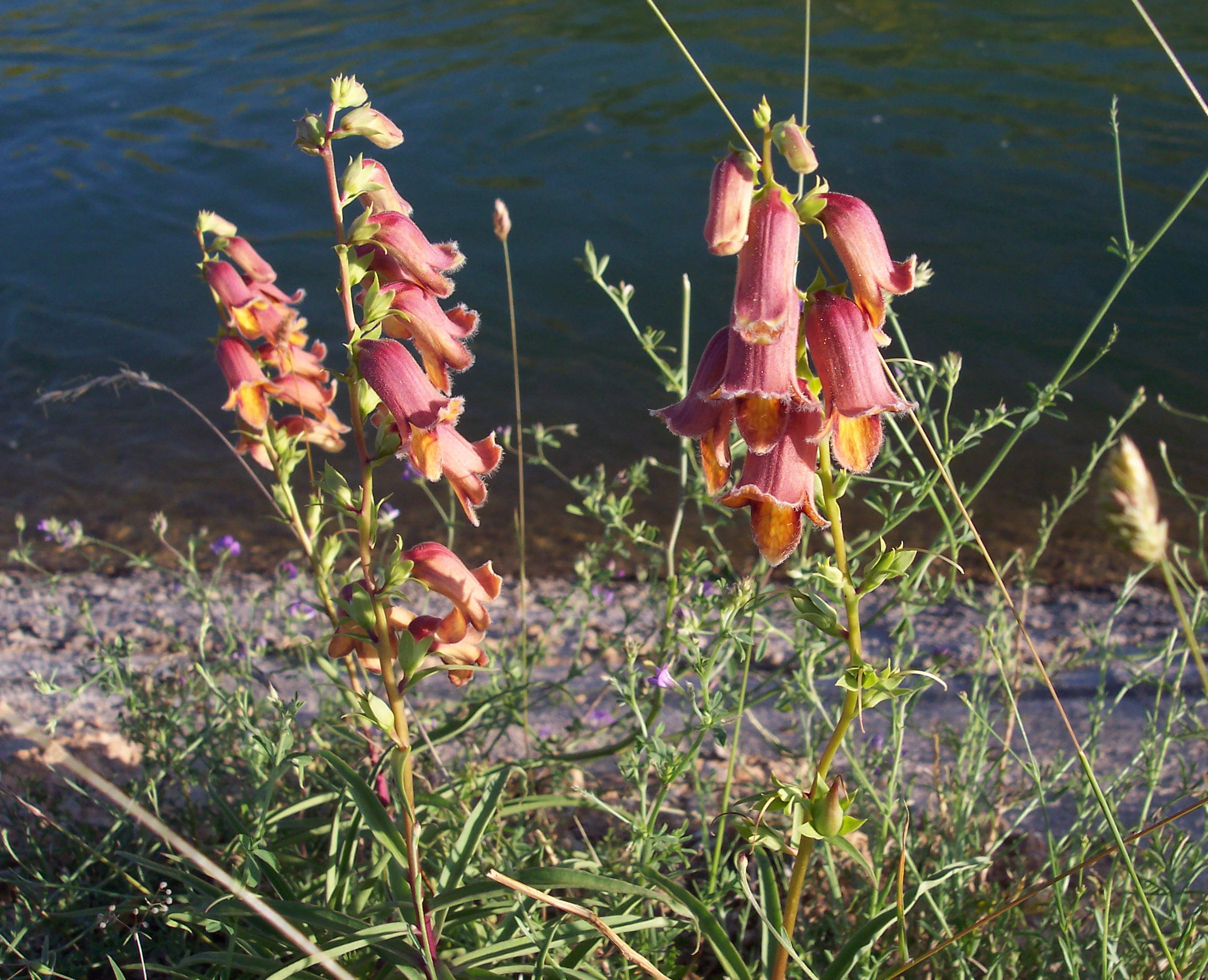
Digitalis obscura
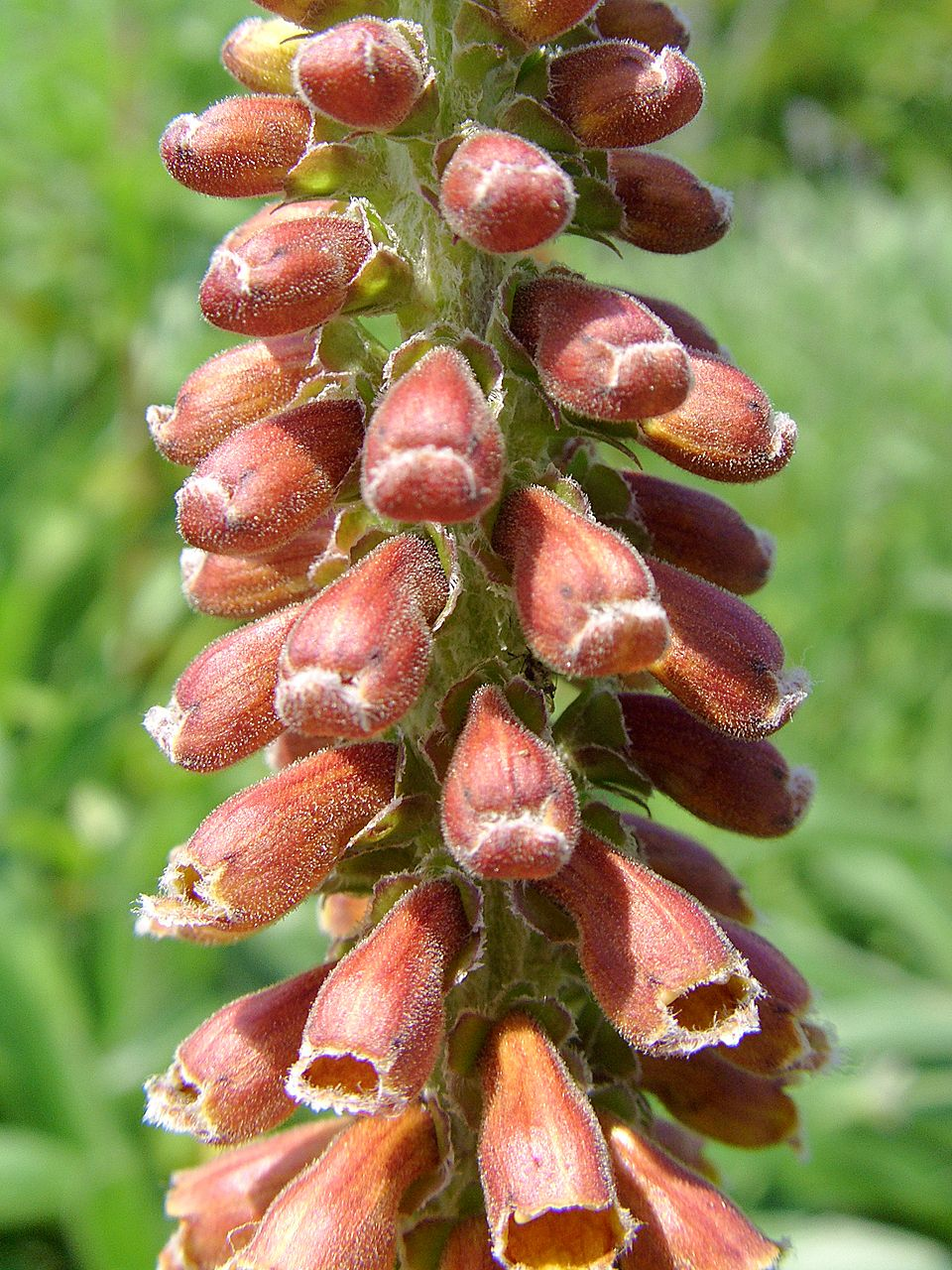
Digitalis parviflora
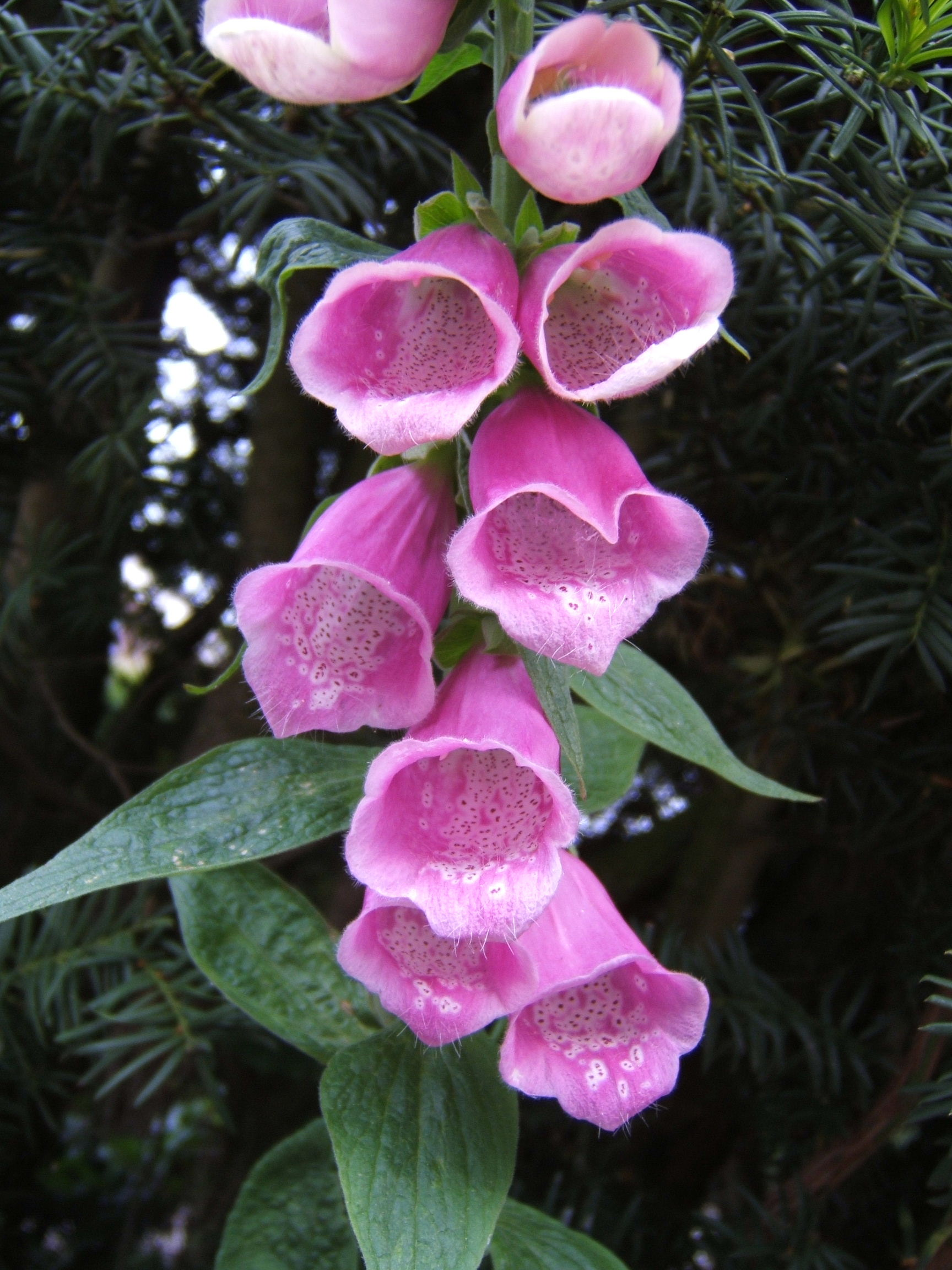
Digitalis purpurea
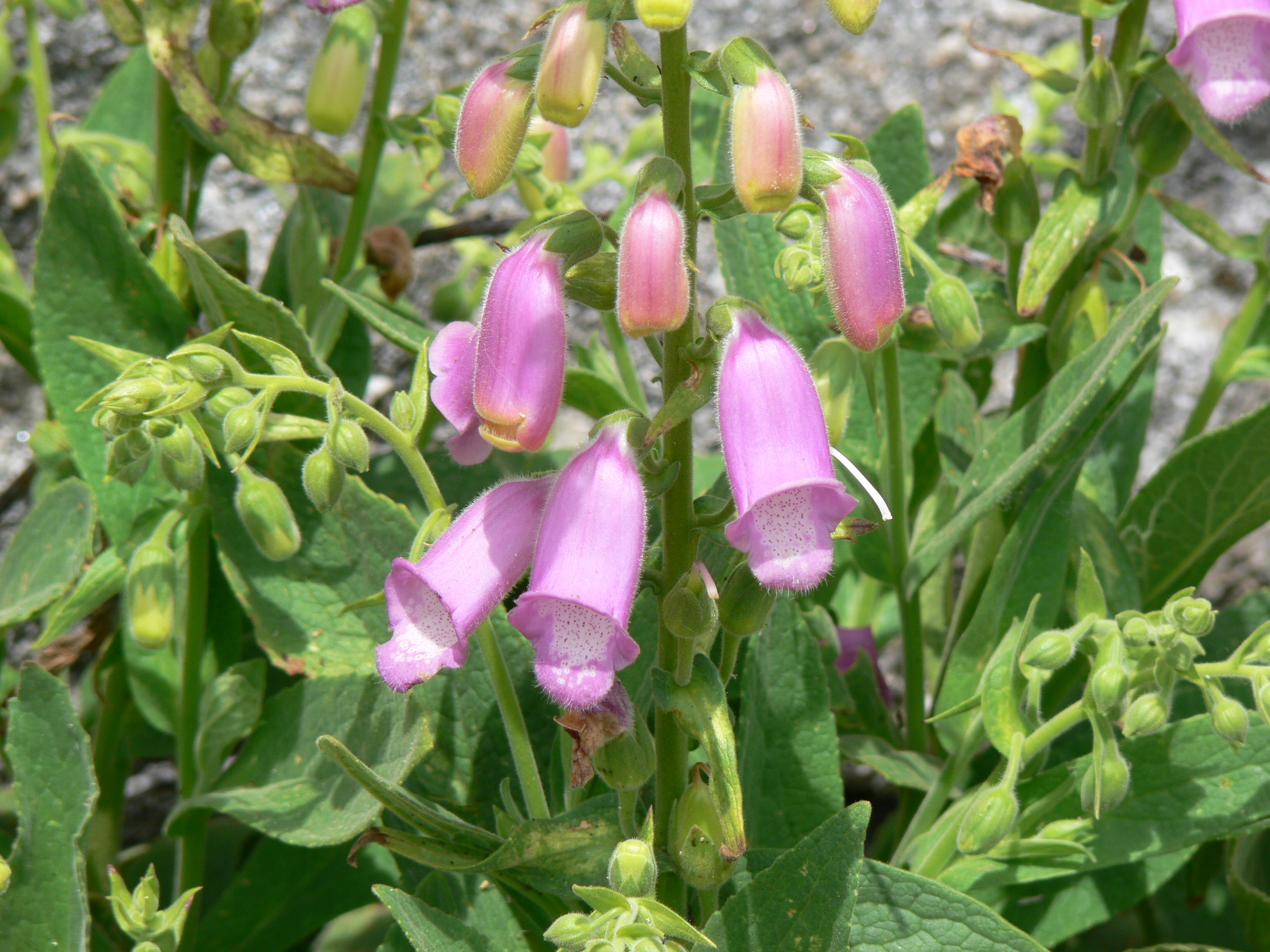
Digitalis thapsi